# The Trail of the Silver Spurs
The Trail of the Silver Spurs è un film del 1941 diretto da S. Roy Luby.
È un film western statunitense con Ray Corrigan, John 'Dusty' King e Max Terhune (accreditato come Max 'Alibi' Terhune). Fa parte della serie di 24 film western dei Range Busters, realizzati tra il 1940 e il 1943 e distribuiti dalla Monogram Pictures.

## Produzione
Il film, diretto da S. Roy Luby su una sceneggiatura di Earle Snell con il soggetto di Elmer Clifton, fu prodotto da George W. Weeks per la Monogram Pictures tramite la società di scopo Range Busters e girato nel Brandeis Ranch e nel ranch di Corriganville a Simi Valley in California. Il brano della colonna sonora A Rainbow Is Riding the Range fu composto da Lew Porter e Johnny Lange (parole e musica).

## Distribuzione
Il film fu distribuito negli Stati Uniti dal 4 gennaio 1941 al cinema dalla Monogram Pictures. È stato distribuito anche in Germania con il titolo Die Range Busters: Das Geheimnis Der Toten Stadt.